# كانتون غرب الهرسك
كانتون غرب الهرسك (بالبوسنوية: Zapadnohercegovački kanton)‏ هي واحدة من كانتونات اتحاد البوسنة والهرسك. وتقع مقاطعة غرب الهرسك في منطقة الهرسك في جنوب غرب البوسنة والهرسك. ويقع مقر الحكومة في شيروكي برييغ.

## جغرافيا
تقع غرب البوسنة والهرسك في منطقة الهرسك في جنوب غرب البوسنة والهرسك تبلغ مساحة الكانتون 1,363 كيلومتر مربع.